# 深圳大学附属教育集团
深圳大学附属教育集团（英語：The Affiliated Education Group Of Shenzhen University）是2018年12月由深圳大学和深圳市南山区人民政府共同举办的教育集团，促进高校师范教育与基础教育融合发展，理顺深圳大学附属学校的管理机制。
截至2024年12月，深圳大学附属教育集团共有15所成员学校（含筹建中学校），包括1所完全中学、1所高级中学、4所九年一贯制学校、2所初级中学、4所小学、3所幼儿园等，共有学生17,519人，教职工1,595人。

## 历史
- 1990年，4月，深圳大学幼儿园成立，是深圳大学最早的基础教育附属机构。
- 1996年，4月，南油集团下属南油中学移交至深圳大学管理，并更名为深圳大学师范学院附属中学[2]，是深大最早成立的完全中学。
- 2014年，5月，深圳大学与深圳市龙岗区人民政府签约，合作创办深圳大学师范学院附属坂田学校[3]，并于9月开始办学[4]。
- 2016年，7月，深圳大学与深圳市南山区教育局签约，联合举办深圳大学师范学院附属小学[5]。
- 2018年，3月，深圳大学与深圳市南山区教育局签约，联合举办深圳大学师范学院附属后海小学[6]；12月，南山区人民政府与深圳大学合作办学签约，深圳大学附属教育集团成立，由深圳大学师范学院（部）管理[1]。
- 2019年，7月，成立附属教育集团第一届理事会，附属教育集团11所学校更名[7]；8月，原东北师范大学附属中学校长史亮出任附属教育集团首任总校长[8]。
- 2020年，5月，深圳大学附属实验中学获批成立，为附属教育集团的第二所公办高中学校[9]；9月，附属外国语中学、外国语小学开学[10]。
- 2021年，1月，深圳大学附属教育集团以深圳大学二级单位管理，附属中学校长刘为基兼任附属教育集团第二任总校长[11]；7月，深圳大学与深圳市光明区人民政府签署基础教育合作办学协议[12]；9月，附属实验中学开学[13]；12月，集团入选广东省首批省级优质基础教育集团培育对象。
- 2022年，5月，深圳大学附属中学与深圳市福田区教育局签约，合作共建深大附中福田创新中学（原深圳市北环中学）[14]。
- 2023年，4月，深圳大学发表声明，称深圳大学师范学院国际高中已于2022年11月1日停止招生[15]；10月，深圳大学附属中学宣布与深圳市光明区教育局共同举办深圳大学附属光明学校[16]。
- 2024年，7月，深圳大学附属中学与深圳市龙岗区政府签约，合作共建深大附属华南学校；11月，深圳大学附属中学与宝安区教育局签约，合作共建深大附属宝安学校。

## 成员学校

### 学校列表
| 学校名称                           | 主管部门              | 学校类型       | 成立时间                                | 校园地址                                                       |
| ---------------------------------- | --------------------- | -------------- | --------------------------------------- | -------------------------------------------------------------- |
| 深圳大学附属中学                   | 深圳大学 深圳市教育局 | 完全中学       | 1986年                                  | 初中部：深圳市南山区前海路353号 高中部：深圳市南山区前海路19号 |
| 深圳大学附属实验中学               | 深圳大学 深圳市教育局 | 高级中学       | 2021年9月                               | 深圳市光明区玉塘街道长松路366号                                |
| 深圳大学附属坂田学校               | 龙岗区教育局          | 九年一贯制学校 | 2014年9月                               | 深圳市龙岗区雪岗南路与宝吉路交汇处1号                          |
| 深圳大学附属光明学校               | 光明区教育局          | 九年一贯制学校 | 2024年9月                               | 深圳市光明区玉塘街道长圳社区光侨路与东长路交汇处               |
| 深圳大学附属华南学校（筹）         | 龙岗区教育局          | 九年一贯制学校 | 待定                                    | 深圳市龙岗区平湖街道                                           |
| 深圳大学附属宝安学校（筹）         | 宝安区教育局          | 九年一贯制学校 | 待定                                    | 深圳市宝安区福永街道                                           |
| 深圳大学附属教育集团外国语中学     | 南山区教育局          | 初级中学       | 2020年9月                               | 深圳市南山区桃源街道留仙大道3633号                             |
| 深大附中福田创新中学               | 福田区教育局          | 初级中学       | 学校成立：1994年8月 启动共建：2022年5月 | 深圳市福田区莲花路1116号                                       |
| 深圳大学附属教育集团实验小学       | 南山区教育局          | 小学           | 学校成立：1952年 加入集团：2018年12月   | 深圳市南山区桃源街道学苑大道1129号                             |
| 深圳大学附属教育集团外国语小学     | 南山区教育局          | 小学           | 2020年9月                               | 深圳市南山区南山街道荔英路48号                                 |
| 深圳大学附属教育集团后海小学       | 南山区教育局          | 小学           | 学校成立：1999年8月 加入集团：2018年3月 | 深圳市南山区蛇口东滨路与后海大道交汇处                         |
| 深圳大学附属教育集团小学（暂定名） | 南山区教育局          | 小学           | 正在建设中                              | 深圳市南山区南光路106号                                        |
| 深圳大学附属南山幼儿园             | 南山区教育局          | 幼儿园         | 1990年4月                               | 深圳市南山区南海大道3688号深圳大学内                           |
| 深圳大学附属教育集团香瑞园幼儿园   | 南山区教育局          | 幼儿园         | 2011年6月                               | 深圳市南山区龙珠大道龙苑路香瑞园北区                           |
| 深圳大学附属教育集团诺德幼儿园     | 南山区教育局          | 幼儿园         | 2011年6月                               | 深圳市南山区月亮湾大道中铁诺德假日花园小区内                   |

### 学校简介

#### 完全中学
- 深大附中

全称深圳大学附属中学，原名深圳大学师范学院附属中学，是附属教育集团的核心学校，现有初中部和高中部，均位于深圳市南山区前海路，办学规模为72个班（初中部、高中部均为36个班）。

#### 高级中学
- 实验中学

全称深圳大学附属实验中学，原名深圳市第十五高级中学，是附属教育集团的第二所公办高中学校，由深圳大学附属中学负责筹建，位于深圳市光明区玉塘街道，办学规模为36个班，校园占地面积35427平方米，于2021年9月开学。

#### 九年一贯制学校
- 坂田学校

全称深圳大学附属坂田学校，原名深圳大学师范学院附属坂田学校，位于深圳市龙岗区坂田街道坂雪岗科技城内，由深圳大学附属中学与深圳市龙岗区合作开办，办学规模为54个班，校园占地面积42000平方米，建筑面积28000平方米，已于2014年9月开学。
- 光明学校

全称深圳大学附属光明学校，位于深圳市光明区玉塘街道长圳社区光侨路与东长路交汇处，由深圳大学附属中学与深圳市光明区合作开办，办学规模为45个班，校园占地面积21650平方米，建筑面积58600平方米，于2024年9月开学。
- 华南学校（筹）

全称深圳大学附属华南学校，位于深圳市龙岗区平湖街道，将于2025年9月正式开办。
- 宝安学校（筹）

全称深圳大学附属宝安学校，位于深圳市宝安区福永街道，规模为36班。

#### 初级中学
- 外国语中学

全称深圳大学附属教育集团外国语中学，位于深圳市南山区西丽湖国际科教城，深圳地铁5号线塘朗车辆段旁，由深圳大学与深圳市南山区合作开办，办学规模为24个班，于2020年9月开学。
- 深大附中福田创新中学

原名深圳市福田区北环中学，创办于1994年8月，位于深圳市福田区莲花北村内，由深圳大学附属中学与深圳市福田区合作共建，办学规模为36个班，校园占地面积20398平方米，建筑面积23000平方米。不同于其他附属学校，该校保持原有管理主体、办学模式不变，在品牌使用、人才培养、课程建设等方面与深大附中开展深度合作。

#### 小学
- 实验小学

全称深圳大学附属教育集团实验小学，原名深圳市南山区塘朗小学、南方科技大学教育集团（南山）塘朗小学，后加入深圳大学附属教育集团，创办于1952年 。该校位于深圳市南山区西丽湖国际科教城，深圳大学丽湖校区惟礼门对面，由深圳大学与深圳市南山区合作开办，办学规模为27个班，校园占地面积18121.8平方米，建筑面积7384平方米。
- 外国语小学

全称深圳大学附属教育集团外国语小学，坐落于大南山脚下，由深圳大学与深圳市南山区合作开办，办学规模为36个班，校园占地面积约11000平方米，总建筑面积约36000平方米，于2020年9月开学。
- 后海小学

全称深圳大学附属教育集团后海小学，原名深圳市南山区后海小学、深圳大学师范学院附属后海小学，创办于1999年8月，由深圳大学与深圳市南山区合作开办，办学规模为34个班，校园占地面积约10238平方米，总建筑面积约7700平方米。
- 小学

全称深圳大学附属教育集团小学（暂定名），校址原为深圳博伦职校南头校区，由深圳大学与深圳市南山区合作开办，校园占地面积18926.4平方米，建筑面积10661平方米，目前该校正在重建中。

#### 幼儿园
- 南山幼儿园

全称深圳大学附属南山幼儿园，原名深圳大学幼儿园，创办于1990年4月，是深圳大学最早的基础教育附属机构，最早的校址位于深圳大学西苑社区，后搬迁至深圳大学小东门旁，幼儿园学生以深圳大学教职工子女为主，办学规模8个班。
- 香瑞园幼儿园

全称深圳大学附属教育集团香瑞园幼儿园，原名深圳大学香瑞园幼儿园，位于深圳市南山区香瑞园小区，创办于2011年6月，办学规模9个班。
- 诺德幼儿园

全称深圳大学附属教育集团诺德幼儿园，原名深圳大学诺德假日幼儿园，位于深圳市南山区诺德假日小区，创办于2011年6月，办学规模9个班。

### 前成员学校
- 国际高中

全称深圳大学附属国际高中，原名深圳大学师范学院国际高中，是深圳大学的对外国际合作项目，共有南山和云海谷两个校区，实行小班制教学，于2008年创办，2022年11月1日按教育部《普通高等学校举办非学历教育管理规定（试行）》要求停止招生。

## 注解
1. 1 2 3  余俐洁、崔强. . 深圳新闻网. 2018-12-25. （原始内容存档于2020-12-06）.
2. ↑  . www.sdsyfz.edu.cn.   [2020-11-28].[]
3. ↑  . news.szu.edu.cn.   [2020-11-28]. （原始内容存档于2020-12-05）.
4. ↑  . sz.people.com.cn.   [2020-11-28]. （原始内容存档于2020-12-07）.
5. 1 2  . wb.sznews.com.   [2020-11-28]. （原始内容存档于2020-12-07）.
6. 1 2  . app.myzaker.com.   [2020-11-28]. （原始内容存档于2020-12-06）.
7. ↑  . sz.people.com.cn.   [2020-11-28]. （原始内容存档于2020-12-06）.
8. ↑  . www.sznews.com.   [2020-11-28]. （原始内容存档于2019-09-03）.
9. 1 2  . www.sznews.com.   [2020-11-28]. （原始内容存档于2020-05-08）.
10. ↑  . www.sznews.com.   [2020-11-28]. （原始内容存档于2020-12-05）.
11. ↑  . new.qq.com.   [2021-02-09].
12. ↑  . www.sz.gov.cn.   [2021-07-30]. （原始内容存档于2021-07-30）.
13. ↑  . iguangming.sznews.com.   [2021-09-06]. （原始内容存档于2021-09-06）.
14. 1 2 3  蔡敏玲. . 南方+.   [2022-05-18] （英语）.
15. 1 2  . 深圳大学.   [2023-10-17]. （原始内容存档于2023-06-05）.
16. ↑  . “深大附中”微信公众号.   [2023-10-17].
17. 1 2  . www.wz898.com.   [2020-07-25]. （原始内容存档于2020-12-07）.
18. ↑  . app.myzaker.com.   [2020-07-25]. （原始内容存档于2020-12-06）.
19. ↑  网易. . www.163.com. 2021-04-07  [2021-04-07].[]
20. ↑  . www.sz.gov.cn.   [2020-11-28]. （原始内容存档于2020-08-12）.
21. ↑  . 深圳市福田政府在线.   [2022-05-18].
22. ↑  郑恺. . 深圳商报. 2017-05-25.
23. ↑  . sz.bendibao.com.   [2020-11-28]. （原始内容存档于2020-12-06）.
24. ↑  . 中国政府网.   [2023-10-17]. （原始内容存档于2023-03-23）.